# Casa del Fascio (Bolzano)
L'ex Casa del Fascio di Bolzano (anche Casa Littoria) fu costruita tra il 1939 e il 1942 in stile razionalista su progetto degli architetti Guido Pelizzari, Francesco Rossi e Luis Plattner, quale sede del Partito Nazionale Fascista e delle organizzazioni collaterali del fascismo, in piazza del Tribunale (in ted. Gerichtsplatz; già piazza Arnaldo Mussolini). Dal dopoguerra ospita gli Uffici finanziari dello Stato ed altri enti statali che operano in Provincia di Bolzano.
L'edificio, a forma convessa, si rapporta al Palazzo di Giustizia, posto di fronte, a sua volta eretto tra il 1939 e il 1956 su progetto di Paolo Rossi De Paoli e Michele Busiri Vici, a forma concava.

## Storia

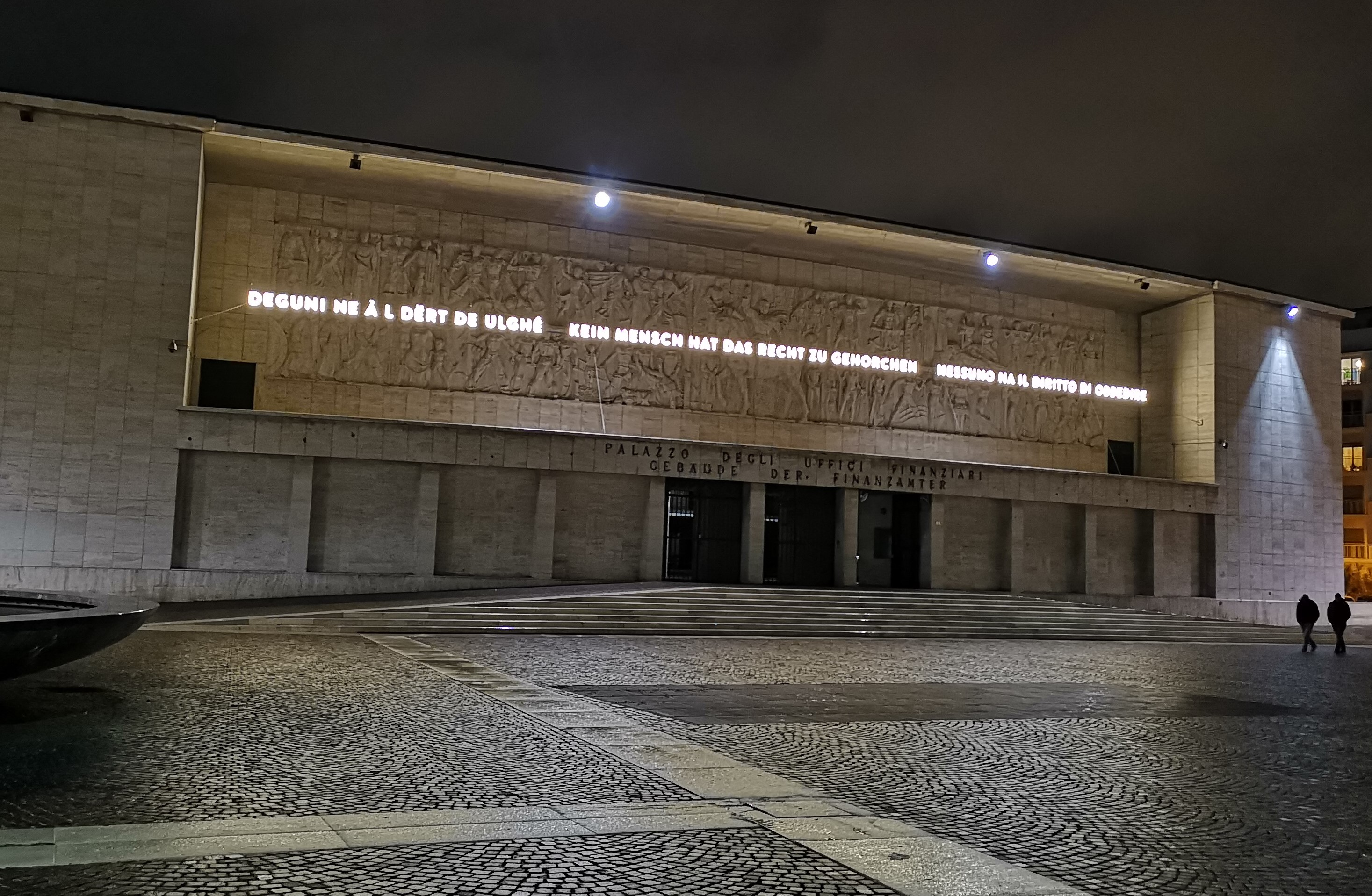
La scritta luminosa in tre lingue, apposta sopra il bassorilievo, di notte

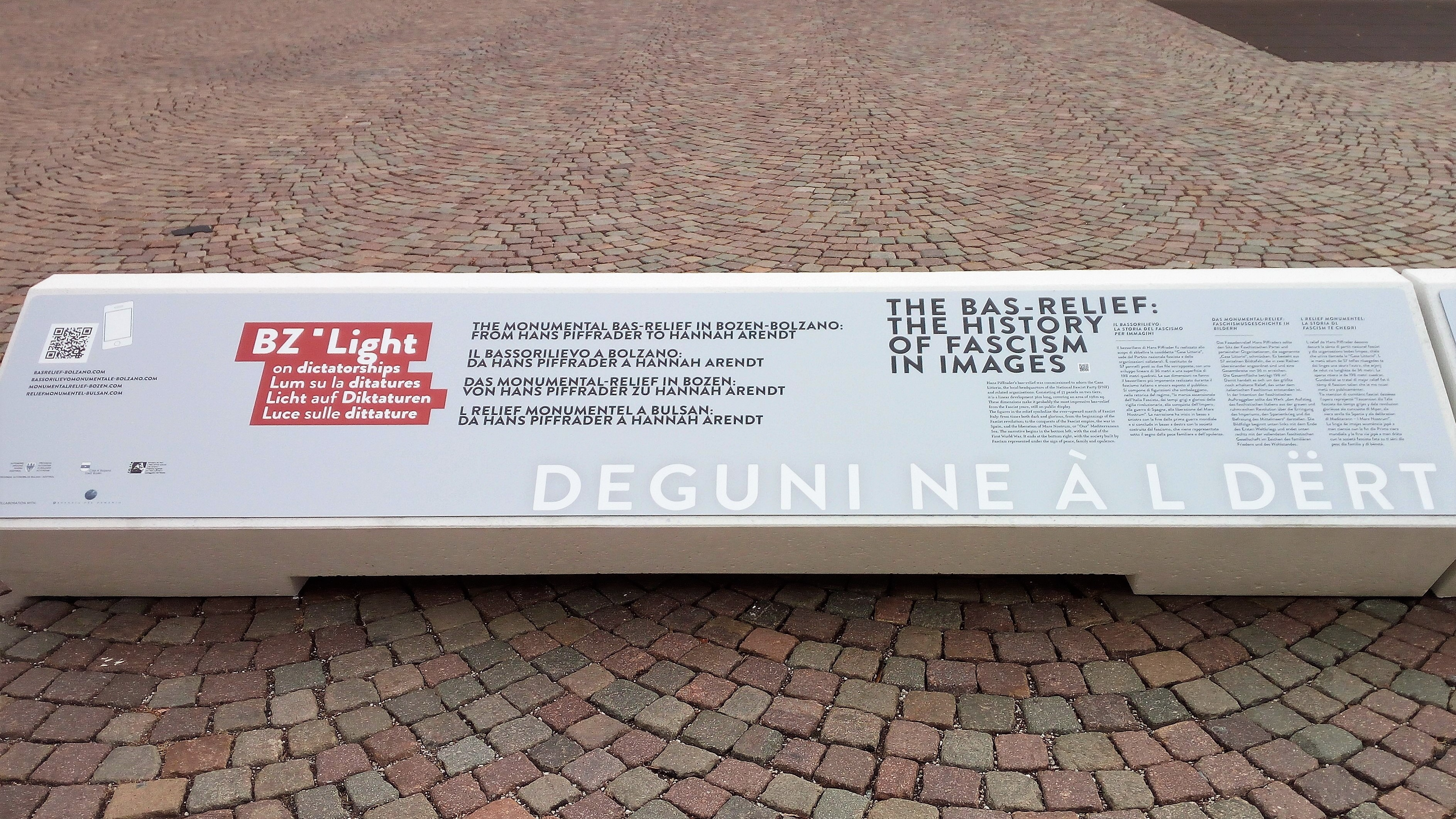
Parziale delle tavole esplicative poste in piazza del Tribunale

L'ex Casa del Fascio conserva sul suo frontone, posto sopra un arengario, un monumentale bassorilievo di Hans Piffrader con al centro il duce a cavallo e nell'atto del saluto romano e con il racconto del «trionfo del fascismo», opera commissionata dal PNF stesso. Essa è costituita da 57 pannelli di larghezza variabile, alti 2,75 metri, posti su due file sovrapposte, per uno sviluppo lineare di 36 metri, una superficie di 198 metri quadrati e un peso totale di circa 95 tonnellate. Tre dei pannelli furono applicati solo nel 1957, essendo rimasta l'opera incompiuta con la caduta del fascismo nel 1943. Le dimensioni complessive del fregio ne fanno probabilmente il bassorilievo più imponente realizzato durante il fascismo e ancora esposto al pubblico.
Nel 2017, analogamente al Monumento alla Vittoria, anche il fregio di Piffrader è stato sottoposto, su iniziativa dell'Amministrazione provinciale altoatesina, a un intervento di storicizzazione e depotenziamento, su progetto artistico di Arnold Holzknecht e Michele Bernardi e con la supervisione di una commissione storica, con l'apposizione di una scritta illuminata che reca una citazione della filosofa Hannah Arendt in tre lingue (ladino, tedesco austriaco, italiano) - «Nessuno ha il diritto di obbedire» - contrapposta al dogma fascista del Credere, obbedire, combattere tuttora presente sul bassorilievo. Sulla piazza stessa è stato installato un infopoint con testi esplicativi, resi in quattro lingue, che spiegano la storia dell'edificio, dell'opera di Piffrader, del contesto urbanistico più complessivo nonché della citazione di Hannah Arendt.
Il progetto di contestualizzazione, oltre a incontrare consensi, fra cui quello del britannico The Guardian, è pure stato avversato, oltre che dai partiti della destra, dalla sezione locale dell'associazione Italia Nostra, arrivando financo a un esposto in Procura contro l'operazione stessa, nonché dal critico d'arte Vittorio Sgarbi.
D'altro canto è stato sottolineato, anche nella percezione internazionale, che il tentativo bolzanino abbia effettivamente superato la sterile dicotomia tra abbattere o invece mantenere in forma invariata i relitti fascisti, con la filosofia dell'aggiungere, risemantizzare, ironizzare e umiliare gli artefatti totalitari, facendone delle risorse democratiche.